# Amblyscarta coctilis
Amblyscarta coctilis är en insektsart som beskrevs av Fowler 1899. Amblyscarta coctilis ingår i släktet Amblyscarta och familjen dvärgstritar. Inga underarter finns listade i Catalogue of Life.